# Автомобильный завод «Русский Рено»
Автомобильный завод «Русский Рено» — памятник архитектуры. Расположен в Санкт-Петербурге, современный адрес дома — Большой Сампсониевский проспект, 69 (Кантемировская улица, 11А).
Мастерские строил один из членов акционерного общества «Русский Рено», архитектор Алексей Фёдорович Бубырь. Он использовал принцип незавершённой свободной композиции, создав корпус, к которому по мере роста производства могло быть совершено любое количество однопролётных корпусов-галерей. Монтажное помещение было построено к 1914 году с двумя галереями для станков с севера, в 1916 году было построено ещё две галереи. Авторские чертежи остальных пролётов (всего их было 20) не сохранились, их время постройки неизвестно.
Лицевые фасады мастерских (кроме основного корпуса) были перестроены, треугольные фронтоны каждого из корпусов отличались от изначального проекта выделением в виде оштукатуренных плоскостей на фоне общего сделанного из кирпича парапета.
Большепролётная мастерская, построенная для монтажа автомобилей — двухскатное неоштукатуренное кирпичное здание, выходящее торцом на проспект. Западный и восточный фасады симметричны, на треугольном аттике по центру находится большое арочное окно, объединённое фланкированной сдвоенными узкими окнами композицией с проёмом ворот.
Интерьер был конструктивно-функциональным, на боковых стенах проходило ленточное освещение, в торцах расположены витражные окна, освещение также шло через фонари верхнего света. Ритму нижнего пояса балок соответствовал ритм железобетонных пилонов, сделанных для возможности размещения подкранового оборудования.
В 1930-е годы автомобильный завод переоборудовали в производство авиационных двигателей (завод Климова), мастерскую встроили в объёмы новых производственных помещений.
Озвучивалось предложение о создании в бывшем здании мастерской технического музея Санкт-Петербурга.
В 2020 году бывшая территория завода пошла под застройку жилыми зданиями, советские постройки были снесены, здание мастерской, охраняемое как памятник архитектуры, было к июлю 2023 года переоборудовано под детский сад.